# Grad Bran
Grad Bran (romunsko Castelul Bran, nemško Törzburg, madžarsko Törcsvár) stoji v bližini kraja Bran in v neposredni bližini Brașova, je narodni spomenik in znamenitost v Romuniji. Trdnjava je na meji med Transilvanijo in Vlaško. Znan je kot Drakulov grad (čeprav je le ena izmed več lokacij, povezanih z legendo o Drakuli, tudi grad Poenari in grad v Hunedoari), pogosto napačno dom naslovnega lika v romanu Brama Stokerja Drakula. Nobenega dokaza ni, da je Stoker kar koli vedel o tem gradu, ki je le mimobežno povezan z Vladom Țepeșem, vlaškim vojvodom, domnevnim navdihom za Drakulo. Nizozemski avtor Hans Corneel de Roos  meni, da je bil Drakulov grad na gori Izvorul Călimanului, visoki 2033 metrov v Călimanskih Alpah ob nekdanji meji z Moldavijo. Stokerjev opis Drakulovega izmišljenega gradu ni podoben gradu Bran.
Grad je zdaj muzej, posvečen prikazu umetnosti in pohištva, ki ga je zbrala kraljica Marija.  Turisti si lahko ogledajo notranjost samostojno ali vodeno. Na dnu hriba je majhen muzejski park na prostem, ki prikazuje tradicionalne romunske kmečke strukture (hiše, hleve itd.) iz vse države. 

## Zgodovina
Leta 1212 so tevtonski vitezi zgradili lesen grad Dietrichstein kot utrjen položaj v Burzenlandu ob vhodu na gorski prelaz, skozi katerega so trgovci potovali več kot tisočletje, leta 1242 pa so ga uničili Mongoli. Prvič je bil omenjen v aktu, ki ga je 19. novembra 1377 izdal Ludvik I. Ogrski, s katerim je saškemu Kronstadtu (Brașov) dovolil, da zgradijo kamnit grad z lastnimi stroški in delovno silo; naselje Bran se je začelo razvijati v bližini. Med letoma 1438 in 1442 je bila naloga gradu obramba proti osmanskemu cesarstvu, kasneje pa je postal carinska postaja na gorskem prelazu med Transilvanijo in Vlaško. Menijo, da je na gradu nekaj časa živel vlaški knez Mircea starejši (1386–1395, 1397–1418). Takrat naj bi bila tudi določena carinska točka. Zdi se, da vlaški vladar Vlad Țepeș (1448–1476) ni imel pomembne vloge v zgodovini trdnjave, čeprav je sotesko večkrat prečkal. Grad je pripadal ogrskim kraljem, vendar je zaradi neuspeha kralja Vladislava II. (1471–1516) za odplačilo posojil mesto Brașov leta 1533 ponovno dobilo utrdbo. Bran je imel vojaško strateško vlogo do sredine 18. stoletja. 
Leta 1920 po trianonski pogodbi je Madžarska odstopila Transilvanijo, grad pa je postal kraljevo prebivališče v kraljevini Romuniji. Bil je priljubljen dom in zatočišče kraljice Marije, ki je naročila obsežno obnovo, ki jo je opravil češki arhitekt Karel Zdeněk Líman. Grad je podedovala njena hči princesa Ileana, ki je v drugi svetovni vojni vodila bolnišnico: kasneje ga je komunistični režim zasegel in leta 1948 izgnal kraljevo družino.
Leta 2005 je romunska vlada sprejela poseben zakon, ki dovoljuje vračilo zahtevkov za nezakonito razlaščene nepremičnine, kot je Bran, zato je bil leto kasneje grad dodeljen Američanu habsburškemu nadvojvodi Dominiku, sinu in dediču princese Ileane. 
Septembra 2007 je preiskovalni odbor romunskega parlamenta izjavil, da je bila vrnitev gradu nadvojvodi nezakonita, ker je prekršil romunski zakon o premoženju in dedovanju. Oktobra 2007 je romunsko ustavno sodišče zavrnilo peticijo parlamenta o tej zadevi. Poleg tega je komisija za preiskavo romunske vlade decembra 2007 potrdila veljavnost in zakonitost uporabljenih postopkov vračanja in potrdila, da je bila vrnitev v celoti v skladu z zakonom. 
18. maja 2009 je grad pripadel nadvojvodi Dominiku in njegovima sestrama Marie-Magdalene Holzhausen in Elisabete Sandhofer. Habsburžani so 1. junija 2009 odprli prenovljen grad za javnost kot prvi zasebni muzej države in razkrili skupaj z vasjo Bran skupen strateški koncept, da ohranijo svojo vodilno vlogo v romunskem turističnem krogu in zaščitijo gospodarstvo v regiji.

## Arhitektura
Arhitektura gradu Bran temelji na masivnih gotskih elementih konstrukcije. Nepravilna oblika citadele je prilagojena konfiguraciji terena, na katerem je zgrajena utrdba. Osnovni elementi konstrukcije so rečni kamen, opeka in les.
Do leta 1380 je bila utrdba sestavljena iz nekaj manjših oddelkov za vojsko in vogalnih stolpov na zahodni strani. Glede na zapise tujih popotnikov, ki so obiskali citadelo v 19. st., je utrdba okoli leta 1535 imela tri obrambne stolpe: na severni, zahodni in vzhodni strani. Vstop vanjo je bil na južni strani in je imel premične stopnice. Imela je tudi dva vzporedna zidova v dolini, ki sta omejevala prehod skozi sotesko. V tem času je bil v notranjem dvorišču izkopan vodnjak,  globok okoli 57 m, za oskrbo z vodo.
Stolp, v katerem je bila smodnišnica, je eksplodiral leta 1593, a so ga hitro obnovili. Nova škoda je nastala v močni nevihti leta 1617 in v požaru leta 1619. Grad je bil rekonstruiran leta 1622 po nalogu tedanjega kneza Transilvanije Gabrijela Betlena (vladal v obdobju 1613–1629), tedaj so zgradili vzhodni stolp na južni strani utrdbe.
Latinski napisi v notranjem dvorišču gradu kažejo, da je bila rekonstrukcija izvedena leta 1723. V tem času je bil zgrajen štirikotni bivalno-obrambni grad na severni strani gradu, ki je imel odprtine za strelce in dograjeno podstrešje s slepimi arkadami in pilastri. Streha tega stolpa, pa tudi oddelki za vojsko, so dobili dvojni sloj konstrukcije kot preventivni ukrep proti požaru. V 18. stoletju je bil dograjen tudi lesen paviljon, prislonjen na bivalno-obrambni stolp, od koder so stražarji lahko opazovali klanec in opozorili na sovražnika.
Na pravokotnem vzhodnem stolpu, zunaj obloženem s kamnom, sta dve obrambni odprtini proti obleganju, od koder so vojaki iz gradu lahko metali kamenje ali polivali vroče olje ali vodo na napadalce. V tem stolpu je tudi tajno stopnišče, ki vodi iz prvega naravnost v tretje nadstropje.
V obdobju 1877–1878 so avstro-ogrske oblasti ukazale, naj se lesena streha zamenja s trdnim materialom, da bi grad dodatno zaščitili med rusko-turško vojno. Izvirne dele  so dodatno utrdili med letoma 1883 in 1886, o čemer priča zapis na južnem zidu notranjega dvorišča. Tudi leseno stopnišče pri vhodu, ki je vidno še danes, je bilo zamenjano s kamnitim.
Grad je bil popolnoma rekonstruiran med letoma 1921 in 1929 po načrtih češkega arhitekta Karla Limana, ki je dal zgradbi romantičen videz. Cel grad je bil preurejen tako, da je omogočil podstrešne prostore preurediti v koristno četrto nadstropje. V pritličju so bile dodane lože in terase na tretjem in četrtem nadstropju. Dodana sta bila tudi dva okrogla stolpa, en v notranjem dvorišču nad vodnjakom, drug ob južnem stolpu. Ob vhodnem stolpu so zgradili dodatne prostore. Glavni vhod je dobil okvir iz kamna, obrambne odprtine so spremenili v okna, vgradili so peči v saškem slogu 19. stoletja. Stare prostore gradu so spremenili v udobno rezidenco za kraljevo družino.
Leta 1937 je bilo v vodnjak vgrajeno električno dvigalo, na dnu vodnjaka pa prebit horizontalen predor do parka pod steno, na kateri stoji grad. Grad je bil ponovno obnovljen med letom 1987 in 1993, ko so temelje okrepili s kovinskimi zategami.

## Galerija
- Grad leta 2012
- S poti
- Razgled
- Dvorišče
- Skrit prehod v gradu povezuje prvo in tretje nadstropje
- Križ v grajskem vrtu